# 活著就是為了作證
《175紀事》（Paragraph 175，另譯《活著就是為了作證》）是一部於2000年公映的紀錄電影，由羅伯·伊普斯坦、謝菲·費烈曼導演，鲁伯特·埃弗里特旁白。
電影記述幾名男女被納粹黨以法例第175條中的“同性戀罪名”逮捕的經過。
德國刑事法第175條是德國於1871年頒布的性悖軌法，這條例於1933年至1945年間被引用以逮捕逾10萬名男同性戀者，其中約10,000至15,000人被關入集中營，史家估計在集中營的同性戀者死亡率高達60%。
時至2000年，已知依然生存的人士少於10名，其中5名挺身於電影中首次說出他們的往事，這些往事被視為納粹德國最後鮮為人知的歷史事件。
《175紀事》將一個歷史中的空白公諸於世，揭示了事件導致的持久遺害。受害者親自道出自己的經歷：
- 一名半猶太血統的抵抗運動男同性戀者，於戰爭中援助柏林難民；
- 一名猶太女同性戀者，在一名於女同性戀者酒吧相識的女人協助下逃難到英國；
- 一位德國的基督徒攝影師被以同性戀罪名拘捕及下獄，被釋放後，他加入了軍隊，因為他「喜歡與男人一起」。
- 一名亞爾薩斯-洛林地區的青年人，於集中營裡被強迫觀看他的愛人活活被狗咬死吃掉。

## 外部連結
- 互联网电影数据库（IMDb）上《Paragraph 175》的资料（英文）
- NPR, All Things Considered （页面存档备份，存于） - 訪問導演Rob Epstein，憶述Pierre Seel的故事—2005年12月2日（音訊檔案）
- 影響神祇的愛情——從《PARAGRAPH 175》看同性戀情[永久]